# فيليب بوتير (مغني أوبرا)
فيليب بوتير (بالإنجليزية: Philip Potter)‏ هو مغني أوبرا بريطاني، ولد في 6 فبراير 1936 في ليستر في المملكة المتحدة، وتوفي في 7 نوفمبر 2016.